# Euphorbia subtrifoliata
Euphorbia subtrifoliata är en törelväxtart som beskrevs av Henry Hurd Rusby. Euphorbia subtrifoliata ingår i släktet törlar, och familjen törelväxter. Inga underarter finns listade i Catalogue of Life.